# Genaro Lahuerta
Genaro Lahuerta López (Valencia, 8 de febrero de 1905- Valencia, 10 de febrero de 1985) Fue un pintor español, con una dilatada carrera artística que figura como uno de los pintores más importantes del Arte Contemporáneo Español. Destacó como retratista y paisajista. Formó parte del grupo pictórico Los Ibéricos y su obra se puede visitar en grandes colecciones y museos del mundo.

## Biografía

### Infancia
Lahuerta destacó desde muy pequeño por su interés en el arte. Con sólo 12 años expuso una obra en la calle San Vicente de Valencia, creando una gran expectación. El cuadro desarrollaba un tema taurino donde, el pequeño pintor ya daba muestras de su interés por la naturaleza y el entorno que le rodeaba, así como de sus extraordinarias dotes de observador.

### Etapa de formación
Comenzó sus estudios en la Escuela de Artes y Oficios de Valencia con 14 años y pronto destaca entre sus alumnos obteniendo uno de los premios de “Dibujo Artístico y Elementos de la Historia del Arte”. 
En 1919 se matriculó en la Escuela de Bellas Artes de San Carlos de la misma ciudad y una vez terminados sus estudios, empezó a trabajar como ilustrador para algunas revistas de la época y a dar clases de pintura.
Terminados sus estudios empezó a trabajar como ilustrador para algunas revistas de la época y a dar clases de pintura.

## Etapa profesional

### Inicios
Genaro no tuvo dudas de cual iba a ser su camino y con esa entereza trazó una trayectoria definida y ascendente en el mundo del arte que se caracterizó por la seriedad y compromiso con su trabajo
En 1925 realizó su primera exposición de tapices, junto con José Aragonés en el vestíbulo del Teatro Olympia. En la misma expusieron una colección de tapices en los que reproducían, con máxima fidelidad, cuadros de famosos pintores de la historia del arte como Velázquez, Goya, Rubens, Murillo, Rafael Sanzio, Leonardo da Vinci, etc, dando cuenta de su dominio técnico. En ese momento su interés reside en copiar a los grandes maestros y reproducir sus obras.
En julio de 1928, realizó una exposición colectiva con otros jóvenes promesa del panorama valenciano. La muestra se produjo en la Sala Imperium y expuso junto con: Pedro Sánchez, J. Martínez Ayora, Juan Lacomba, Vicente Mulet, Vicente Beltrán, Rafael Benet, Enrique Cuñat, Alfredo Gaspar, Francesc Domingo, Josep Obiols y Jenaro Urrutia.

### Colaboración Genaro Lahuerta y Pedro Sánchez
El año siguiente, fue una fecha destacable ya que comenzó una colaboración con el pintor también valenciano Pedro Sánchez, con el que trabó una importante relación personal y profesional que se tradujo en numerosas colaboraciones artísticas. En enero de 1929 expusieron en la Sala Parés de Barcelona  y en julio, del mismo año, realizan su primera exposición en Valencia en la Sala Blava.
En 1930 nuevamente organizaron una exposición de pinturas en Valencia, Barcelona y Madrid. El Heraldo de Madrid también se interesó en la muestra y puso a su disposición sus salones para mostrar sus obras en la capital de España. A finales de año fue uno de los 32 artistas seleccionados para representar a España, en la Exposición Internacional de Pintura del Instituto Carnegie en Pittsburg. Allí coincidió con los pintores más destacados de la vanguardia española, donde se encontraban artistas de la talla de Solana o Picasso, que obtuvo el primer premio en el certamen. El certamen resultó muy interesante por el intercambio artístico y cultural que supuso y, una vez acabada la muestra se expuso también en el Museo de Arte de la ciudad de Cleveland y en el Instituto de Arte de la ciudad de Chicago. Al año siguiente se organizó una exposición en Cataluña, en la sala de Casa Llibre: “Declive”
1932, fue un año fructífero para el pintor ya que participó en la “Exposición de Arte Novecentista” y su participación fue destacada por la crítica. En marzo repitió la  experiencia e inauguró una nueva exposición, junto con Sánchez, en la Sociedad de “Amigos del Arte”  En septiembre del mismo año, se presentó a la Exposición Nacional de Bellas Artes de Madrid, consiguiendo la Tercera Medalla por un retrato del escritor Max Aub. Tras este triunfo, se le ofreció la oportunidad de mostrar su obra en la Exposición de Arte Español de la Sociedad de Artistas Ibéricos en Copenhague, realizada en la Galerie Flechtheim situada en el Palacio Real de Charlottenborg.  
Sus colaboraciones con Pedro Sánchez continúan en los años siguientes y ambos colaboran, con el escritor Max Aub, para ilustrar gráficamente su libro titulado “Fábula verde”, y diseñaron los diplomas para los premios otorgados en las jornadas desarrolladas bajo el nombre “Día del Cinema” en Valencia. 
En 1934, Genaro y Pedro entregaron unos cuadros destinados a formar parte de los fondos artísticos de Museo de Bellas Artes de Montevideo Uruguay y fueron invitados nuevamente a formar parte de los pintores españoles que expusieron en la Exposición Internacional del Instituto Carnegie. Además, la Casa Ruiz Vernacci preparó una completa monografía de sus obras a finales de ese año.
Gracias a unas becas que les fueron concedidas, ambos pintores tuvieron la oportunidad, en 1932, de viajar como pensionados por varios países europeos buscando temas para sus pinturas.En 1934, obtuvieron la Beca fundada por el Conde de Cartagena y en 1935, recibieron una beca de la Academia de Bellas Artes de San Fernando. Las obras realizadas durante este periodo las expusieron en París, en la Casa de España en Bruselas y finalmente en la Sociedad Española de Amigos del Arte. situado en el Paseo de Recoletos
En octubre de 1939 participó en una exposición colectiva de Arte Mediterráneo en Valencia.

### Periodo artístico en solitario
Comienza ahora un periodo de reconocimientos y premios que irán acompañadas de muestras individuales de su trabajo. Así, en 1943 consiguió la Segunda Medalla en la Exposición Nacional de Bellas Artes de Madrid, en la especialidad de pintura con la obra titulada "Mi madre". Cinco años después, conseguiría la Primera Medalla en la misma exposición, con un retrato de Azorín que hoy es fondo del Museo Nacional de Arte Moderno. 
En 1949 fue nombrado Catedrático

### Experiencia africana
En 1953 la Dirección General de Plazas Africanas le concedió una beca para que pintara el Sáhara Español. Comienza así una etapa en la que viajó a África, donde tuvo la oportunidad de estudiar el color y la estructura de los paisajes saharianos y, en agosto de ese año, expuso sus trabajos en los Salones del Gran Casino de Santander, organizada por la Dirección General de Marruecos y el Instituto de Estudios africanos. 
Al año siguiente, obtuvo una Medalla en la V exposición de Pintores de África y su obra ilustraría, en 1972, un sello editado por el gobierno. 
Con las obras realizadas en este periodo, Genaro realizó diferentes muestras que se celebrarían entre enero de 1955 y junio del 1957, como la organizada en el Palacio sito en la Castellana, donde se situaba la Sala de la Dirección General de Plazas y Provincias de Marruecos.

### Madurez artística
Comenzó entonces un periodo donde se suceden las muestras en solitario como la exposición que realizó de diciembre de 1954 a enero de 1955 en el Ateneo Mercantil de Valencia la de las Galerías Layetanas de Barcelona, en 1955, y en el Salón Cano en 1958. Al año siguiente expone en la Pinacoteca de Barcelona y en el Museo de Arte Contemporáneo de Madrid, situado en el palacio que ocupaba la Biblioteca Nacional. 
En 1961 expuso en la Sala Macarrón una serie de paisajes.
En 1963 participó en la exposición titulada '8 pintores internacionales', celebrada en la Galería Estil de Valencia en los meses de junio a septiembre de dicho año
En 1968 se quedó finalista en el VIII Certamen Nacional “María Vilaltella", donde finalmente se llevó el primer premio el pintor José Roca Sastre, pero al año siguiente se alzó con el galardón con su obra Camí, obteniendo la “Medalla María Vilaltella”  y un premio  económico de 100000 pesetas. Lahuerta contaba con 64 años de edad y era uno de los pintores más relevantes del panorama español, ostentando,además el puesto de director de la Escuela Superior de Bellas Artes de Valencia.
En 1971 Lahuerta recibió el premio de honor de la Real Academia de Bellas Artes de Santa Isabel de Hungría (X Exposición de Otoño de Sevilla) y en su obra expuesta en la Galería Edaf ya se apreciaba una dirección clara hacia la simplificación de formas. En sus paisajes se atendía al un estudio de color, estructurado en grandes espacios de formas abstractas, y a la ausencia de detalles que transmitía la sensación de cuadro inacabado. Haciendo una retrospectiva se podía trazar una amplia evolución de su obra que se fue transformando a lo largo del siglo XX y que quedaba como un fiel reflejo de esos tiempos presentes, más veloces y rápidos que antaño. 
En esta etapa trabaja con varias galerías como la Estudio Cid de Madrid, donde tenía obra en permanencia o la Galería Columela. En 1974 la revista “Bellas Artes” lo incluye en un listado de los 70 artistas contemporáneos más importantes españoles. 
En 1977 el Ayuntamiento de Valencia le organizó una exposición antológica donde se podía hacer un recorrido en la pintura del artista desde sus inicios marcados por el academicismo a, 54 años después, terminar en una síntesis paisajista enmarcada en los campos de color. También participó en la exposición de la Sala Terra, 
En 1980  realizan una Exposición Ateneo en conmemoración de las bodas de oro de su primera exposición individual y al año siguiente recibe una Exposición Homenaje en la Galería Terra.
En la última etapa dio diferentes conferencias en instituciones y se editaron publicaciones en torno a su figura y trayectoria artísticas elaborada por Carlos Areán y Antonio Manuel Campoy Alias.
A lo largo de su vida, fue director de la Escuela de Artes y Oficios, académico de la Real Academia de San Carlos de Valencia, donde también desempeñó el puesto de director. y académico de San Jorge de Barcelona, Santa Isabel de Hungría de Sevilla y de San Fernando de Madrid, así como hijo predilecto de Valencia. 
Además de numerosas distinciones como la de la Academia de las Artes, Ciencias y Letras de París que le concedió su Medalla de Oro y en España, el Ministerio de Educación y Ciencia le otorgó la Medalla al Mérito de las Bellas Artes.
En 1987, dos años después de su muerte, la Diputación Provincial de Valencia le dedicó una exposición retrospectiva de su obra.
En Valencia tiene una calle a su nombre.

## Estilo artístico
En la obra de Genaro tiene mucha importancia la luz que se convierte en la protagonista de los cuadros de este artista valenciano. Sus paisajes limpios y luminosos, están llenos de claridad mediterránea y color que nos conectan con los impresionistas valencianos. Pero sus cuadros están cargados de reflexión y de una cuidadosa estructuración de los elementos y de la composición. A pesar de que transmiten un aire improvisado acompañado de una pincelada gestual que nos conecta con el Expresionismo, sus obras muestran un fino sentido observador que sintetiza y ordena la realidad que le rodea. También es de destacar el trabajo minucioso que realiza en el retrato con el que consigue adentrarnos en la psicología del personaje, mostrándonos su emociones y vivencias.

## Museos y colecciones (selección)
- Museo Reina Sofía. Madrid
- Museo BB.AA. de Valencia
- Museo BB.AA de Bilbao
- Museo San Telmo de San Sebastián
- Museo BB.AA. de Asturias
- Museo BB. AA. de Sevilla
- I.V.A.M. Valencia
- Ayuntamiento de Valencia
- Ateneo de Madrid
- Banco Exterior de España. Valencia